# Dreapta lui Euler

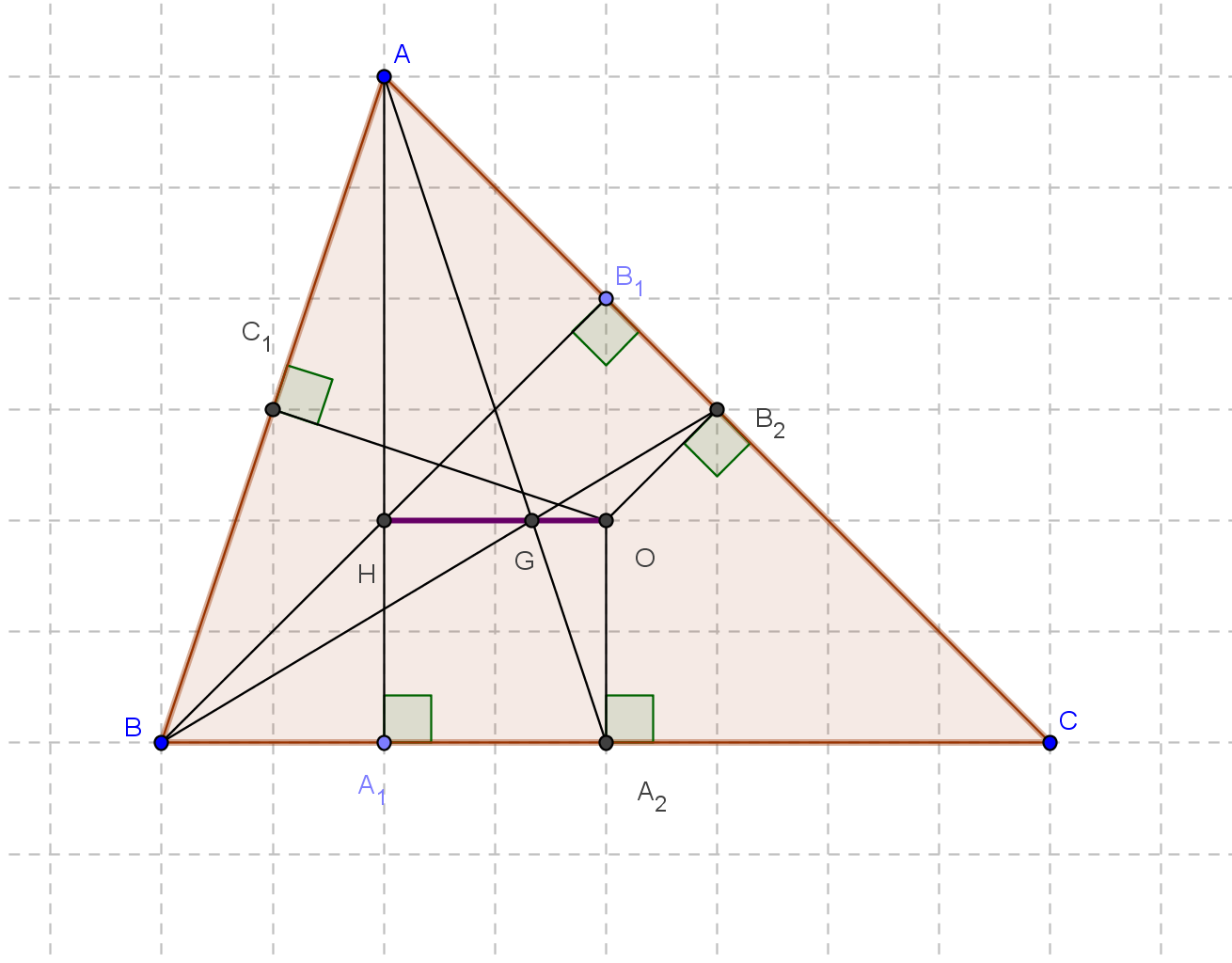
Adăugați o legendă aici

În geometrie, dreapta lui Euler este o dreaptă ce trece prin centrul cercului circumscris, ortocentrul și centrul de greutate al unui triunghi neechilateral.
Dacă {\displaystyle O} este centrul cercului circumscris triunghiului {\displaystyle ABC}, {\displaystyle G} centrul de greutate și {\displaystyle H} ortocentrul triunghiului, atunci punctele {\displaystyle O},{\displaystyle G} și {\displaystyle H} sunt coliniare și:
.